# Élektra-komplexus

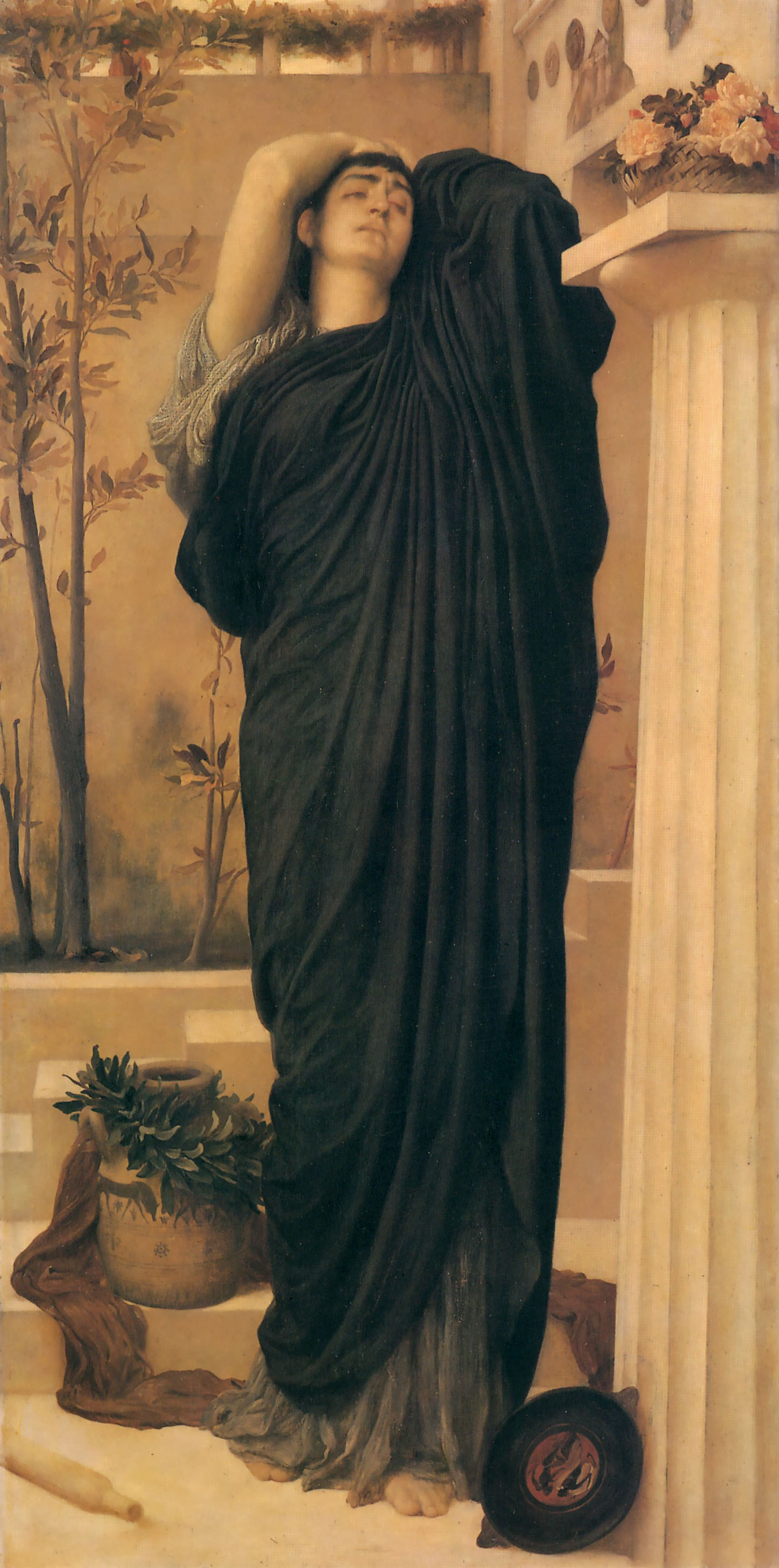
Élektra Agamemnón sírjánál, Frederic Leighton, 1869 k.

A neofreudiánus pszichológiában az Élektra-komplexus Carl Jung szerint egy lány pszichoszexuális versenye az anyjával az apja birtoklásáért. A gyermek pszichoszexuális fejlődése során a komplexus a kislányok fallikus időszakára jellemző, a fiúk hasonló komplexusa pedig az Ödipusz-komplexus. Az Élektra-komplexus a harmadik, a fallikus szakaszban (3–6 éves korban) lép fel az öt pszichoszexuális fejlődési szakasz közül: (1.) orális  (2.) anális, (3.) fallikus, (4.) latens, (5.) a nemi szervi, amelyekben a libidóélvezet forrása különböző erogén zónákban jelenik meg a gyermek testén.
A klasszikus pszichoanalitikus elméletekben a gyermek azonosulása az azonos nemű szülővel a sikeres feloldása az Élektra-komplexusnak és az Ödipusz-komplexusnak, ami kulcsfontosságú szerepet játszik majd abban, hogy a gyermek érett szexuális szerepet, identitást alakítson ki. Sigmund Freud ehelyett azt javasolta, hogy a lányok és a fiúk a komplexust másképp oldják fel — a lányok a péniszirigységen keresztül, a fiúk a kasztrációs szorongáson keresztül; Freud szerint a sikertelen feloldás vezethet neurózishoz és homoszexualitáshoz.[forrás?] Ezért azokat a nőket vagy a férfiakat, akik megragadtak az Élektra- vagy Ödipusz-szakaszban, a pszichoszexuális fejlődésükben lehet tekinteni "apa-fixált" vagy "anya-fixált"-nak, amikor is a szexuális partner hasonlít az anyára vagy az apára.

## Történet

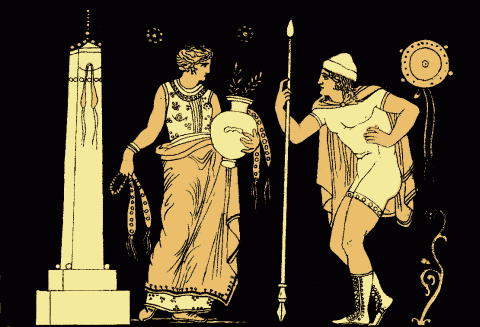
Élektra és Oresztész

Mint pszichoanalitikus kifejezés az anya-lánya pszichoszexuális konfliktusra az Élektra-komplexus a görög mitológiai karakter, Élektra történetéből származik, aki matricidális bosszút állt Oresztésszel, az öccsével Klütaimnésztrán, az anyjukon és Aigiszthoszon, a mostohaapján az Agamemnón – az apja – ellen elkövetett gyilkosság miatt (lásd Szophoklész: Élektra). Sigmund Freud kidolgozta a női vonatkozásait a nemifejlődés-elméletnek, ebben leírta egy kislány szexuális versengésének a pszichodinamikáját az anyjával az apja szexuális birtoklásáért – úgy hívta ezt a jelenséget, mint feminin Ödipusz-attitűd, valamint negatív Ödipusz-komplexus; mégis munkatársa, Carl Jung volt, aki megalkotta az Élektra-komplexus kifejezést 1913-ban. Freud elutasította Jung kifejezését mint pszichoanalitikusan pontatlant: „azt mondtuk, az Ödipusz-komplexus szigorúan csak a fiúgyermekre jellemző, és ezért igazunk van az Élektra-komplexus kifejezés elutasításakor, amely kifejezetten arra törekszik, hogy hangsúlyozza a hasonlóságot a két nem attitűdjében”.

## Fordítás
- Ez a szócikk részben vagy egészben  az   Electra complex című angol Wikipédia-szócikk ezen változatának fordításán alapul.  Az eredeti cikk szerkesztőit annak laptörténete sorolja fel. Ez a jelzés csupán a megfogalmazás eredetét és a szerzői jogokat jelzi, nem szolgál a cikkben szereplő információk forrásmegjelöléseként.